# Latakabia Peulh
Latakabia Peulh (auch: Latakabey Peulh) ist ein Dorf in der Landgemeinde Namaro in Niger.

## Geographie
Das von einem traditionellen Ortsvorsteher (chef traditionnel) geleitete Dorf liegt am rechten Ufer des Flusses Niger. Es befindet sich rund acht Kilometer nordwestlich des Hauptorts Namaro der gleichnamigen Landgemeinde, die zum Departement Kollo in der Region Tillabéri gehört. Im Nordwesten grenzt Latakabia Peulh („Latakabia der Fulbe“) an das Nachbardorf Latakabia Sonrai („Latakabia der Songhai“). Zu weiteren Siedlungen in der näheren Umgebung von Latakabia Peulh zählen am gegenüberliegenden Flussufer im Osten Koria Haoussa und Kondo Tondi sowie am selben Flussufer stromabwärts Koria Gourma.
Latakabia Peulh ist Teil der Übergangszone zwischen Sahel und Sudan. Die durchschnittliche jährliche Niederschlagshöhe beträgt hier zwischen 400 und 500 mm.

## Bevölkerung
Bei der Volkszählung 2012 hatte Latakabia Peulh 499 Einwohner, die in 77 Haushalten lebten. Bei der Volkszählung 2001 betrug die Einwohnerzahl 434 in 54 Haushalten.

## Wirtschaft und Infrastruktur
Am Fluss erstreckt sich ein bewässerungsfeldwirtschaftliches Areal. Es gibt eine Schule im Dorf. Durch Latakabia Peulh verläuft die 214,1 Kilometer lange Nationalstraße 4 zwischen der Hauptstadt Niamey und der Staatsgrenze zu Burkina Faso.